# Jörn-Peter Dirx

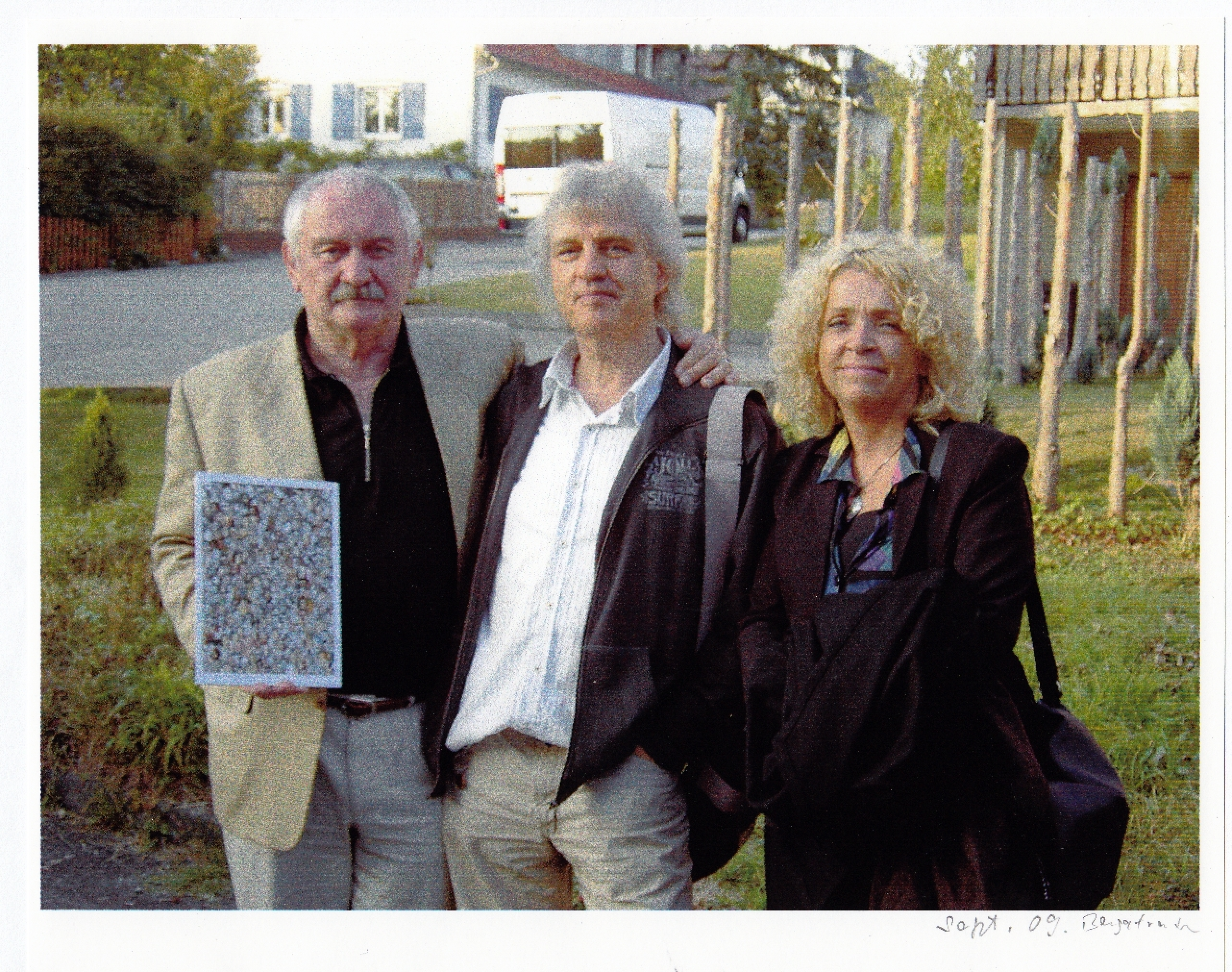
Jörn-Peter Dirx (Mitte) mit dem Schriftsteller Gerd-Peter Eigner und der Maler- und Bildhauerin Isabelle Federkeil in Bergatreute im Sept.2015.
Foto Sigrid, Marion Dirks

Jörn-Peter Dirx (* 1947 in Bremen) ist ein deutscher Maler und Autor von Kinderbüchern.

## Leben
Nach einer Lehre zum Maler begann Dirx 1968 ein Studium an der Hochschule für Künste Bremen und 1970 ergänzend dazu ein Studium an der Kunstakademie Düsseldorf bei Joseph Beuys. 1973 machte er sein Examen als Designer und wurde Meisterschüler bei Karl Heinrich Greune (KH Greune).
Dirx schreibt Lyrik, Erzählungen, Hörspiele, Theaterstücke und Romane und beschäftigt sich mit Malerei, Wandmalerei, Kunstaktionen und Buchillustrationen.
In seinem 1987 erschienenen ersten Kinderroman Alles Rainer Zufall findet man zahlreiche Wort- und Sprachspielereien, die seine Bewunderung für den englischen Kinderbuchautoren Lewis Carrolls Alice im Wunderland und dessen Feenroman Sylvie und Bruno zeigen.
Dirx ist Mitbegründer der Mix-Media-Gruppe Kulturplatz Dammweg e. V. und lebt heute als Schriftsteller und Maler in Bergatreute bei Ravensburg.

## Ausstellungen (Auswahl)
Einzelausstellungen
„galerie gruppe grün“ Bremen, Galerie „Crash“ Bremen, Galerie „K“ Lilienthal, Galerie „Unart“ Oldenburg, Galerie „M“ Wilhelmshaven, Galerie „Berlinike“ Wildeshausen, „Ratsstube“ Ravensburg, „Galerie in der Wollgasse“ Ravensburg, „fabbrica“ Ravensburg, „Theatercafé“ und „Kulturwerkstatt“ Ravensburg, Buchhandlung „Am Lederhaus“ Ravensburg, Kulturzentrum „d’Linse“ Weingarten, Galerie „Thomas Kaphammel“ Goslar, „Arthotel“ Weingarten, Café Omar Ulm, Waldsee-art, Bad Waldsee, 
Ausstellungsbeteiligungen
„galerie of modern art“ Bremen, „galerie gruppe grün“ Bremen, Paula Modersohn-Becker Museum Böttcherstraße Bremen, Weserburg Museum für moderne Kunst Bremen, Städtische Galerie Bremen, Kunsthalle Bremen, Untere Rathaushalle Bremen, Kulturbahnhof Bremen-Vegesack, Hamburger Kunsthalle (Forum), Kunstverein Hannover, Kunsthalle Hannover (Forum), Kunstmarkt Göttingen, Goethe-Institut München, „Bremer Künstler in Bordeaux“, Schloss Leubnitz/"im Kreuzgewölbe/Rosenbach Vogtland, Gemeindehalle Bergatreute, Rathaus Baienfurt, 

## Werke
- Blindgänger. Detektivroman. Sägmüller Verlag, 2023, ISBN 978-3-947111-17-6.
- Piraten auf der Schwatzinsel. Arena, Würzburg 1995, ISBN 3-401-04535-0.
- Quatschgeschichten. Arena, Würzburg 1995, ISBN 3-401-00362-3.
- Alfons, der Ritter von Höhenangst. Arena, Würzburg 1999, ISBN 3-401-01944-9.
- Piratengeschichten. Jörn-Peter Dirx (Hrsg.), Arena, Würzburg 1997, ISBN 3-401-00373-9.
- Sagenhafte Rittergeschichten. Jörn-Peter Dirx (Hrsg.), Ravensburger, Ravensburg 1994, ISBN 3-473-51889-1.
- Ritter Alfons und der Drache. Arena, Würzburg 1995, ISBN 3-401-01769-1.
- Schülerwitze. Jörn-Peter Dirx (Hrsg.), Ravensburger, Ravensburg 2005, ISBN 3-473-53013-1.
- Noch mehr Schülerwitze. Jörn-Peter Dirx (Hrsg.), Ravensburger, Ravensburg 1996, ISBN 3-473-53033-6.
- Schon gehört? Jörn-Peter Dirx (Hrsg.), Ravensburger, Ravensburg 1998, ISBN 3-473-53055-7.
- Ritter Alfons und der Drache. Ravensburger, Ravensburg 1992, ISBN 3-473-34335-8.
- Alfons, der Ritter von Höhenangst.  Ravensburger, Ravensburg 1990, ISBN 3-473-34322-6.
- Alles Rainer Zufall. Ravensburger. Ravensburg 1987, ISBN 3-473-34314-5.
- Umgang mit Flügeln. Gedichte. J. G. Bläschke Verlag, St. Michael 1983, ISBN 3-7053-1975-2.

### Übersetzungen
- De fantastische avonturen van WOUTER TOEVAL. (stichting Nederlandse Kinderyury 1990) La Reviere & Voorhoeve, Kampen 1989, ISBN 90-6084-594-3 (niederländisch)
- Alfons, Ridder van Hoogtevrees. (stichting Nederlandse Kinderyury 1992) La Reviere & Voorhoeve, Kampen 1991, ISBN 90-384-0188-4 (niederländisch)
- Alfonso, El Caballero del Vértigo. La Galera, Barcelona 1991, ISBN 84-246-7770-6 (spanisch)
- El Cavaller Alfonso de Rodalcap. La Galera, Barcelona 1991, ISBN 84-246-8074-X (katalanisch)

## Bühnenbearbeitungen
- Alfons der Ritter von Höhenangst, (Ulrich Zettler), Deutscher Theaterverlag Weinheim[1] 2000
- Alles Rainer Zufall, (Tobias Behnke) Ammersbeker Kulturkreis e.V. 2010

## Wandbilder/Kunst im öffentlichen Raum (Ausw.)
- Kunst im öffentlichen Raum in Bremen[2], die Entwicklung eines Programms/Dokumentation 1977-9180 Hrsg. Senator für Wissenschaft und Kunst der freien Hansestadt Bremen ISBN 3-921749-22-0.
- Kunst im Bremer Stadtbild. Hrsg. Senator für Wissenschaft und Kunst der freien Hansestadt Bremen. Verlag Carl ED. Schünemann, Bremen 1984, ISBN 3-7961-1758-9.
- Hans Joachim Manske: Bremens Wände, Kunst im Stadtbild. Edition Fricke im Rudolf Müller Verlag, Köln 1986, ISBN 3-481-50271-0.
- Volker Barthelmeh: Wandbilder USA/Westeuropa. Kiepenheuer & Witsch, 1982, ISBN 3-462-01493-5.
- Kinder des Olymp 1968–1998, Bremer Künstlerinnen und Künstler in der Zeitenwende zwischen Kurt-Georg Kiesinger und Helmut Kohl. mit Texten von Jörn-Peter Dirx, I.C. Kraemer, Hans-Joachim Manske und Detlef Michelers. Städtische Galerie Bremen, 1998, DNB 975885774.

## Auszeichnungen
- 1987: Literaturpreis der Kunststiftung Baden-Württemberg
- 2007: Jokers Lyrik-Preis Sonderpreisträger Humor
- 2011: Anerkennungspreis Lyrik im Literaturwettbewerb „Kleist & ich“ des FDA, Landesverband Brandenburg